# Szőke (település)
Szőke (horvátul: Suka) község Baranya vármegyében, a Pécsi járásban.

## Fekvése
Pécs déli agglomerációjában helyezkedik el.
Külterületei északi és déli irányban is igen kiterjedtek, így hét településsel is határos. E szomszédos települések: észak felől Keszü, kelet felől Szilvás, délkelet felől Bosta, dél felől Garé, délnyugat felől Szava és Ócsárd, nyugat felől pedig Regenye. Közúti kapcsolata azonban jelenleg csak Szilvással és Regenyével van.

### Megközelítése
Határai közt áthalad a Szalánta-Görcsöny közt húzódó 5828-as út, de a lakott területeit az észak felől elkerüli, központjába csak az arról leágazó 58 119-es számú mellékút vezet.
A megyeszékhely, Pécs felől két, közel egyforma hosszúságú útvonalon közelíthető meg: vagy Szalántán keresztül az 58-as főúton, majd az 5828-ason, vagy pedig Görcsönyön át, az 5801-es úton, utána szintén az 5828-asra rátérve.

## Története
Szőke már az Árpád-korban is lakott hely volt. Neve az oklevelekben igen korán, már 1192-ben, III. Béla király idejében említve volt Szilvás határjárásánál a szomszédos Bostával együtt Kesiu néven.
Ekkor Kesiu Máté (Mathey) birtokaként volt említve, akinek itteni erdője és szántóföldje határos volt Szilvással.
1290 körül a pécsi káptalan által állított egyházi és nemes tanúk (Pete, Blas, Gurgh, Barrabas és Pet) nevét említették egy oklevélben. 1332-1335 között nevét Kezw, Kezew, Kewzew, Kesw formában írták. Talán a Kese (szőke) szóból alakult ki mai neve. 1334-ben a püspökség nemes jobbágyai lakták. Az egyházi tizedjegyzék szerint papja 1333-ban 100, 1335-ben 25 báni pápai tizedet fizetett.
1473-ban nevét már Zewke néven említik.
A település lakossága a török idők alatt is lakott volt, de lakossága kicserélődött, a magyarok helyett katolikus baranyai bosnyákok telepedtek le itt, akik később elmagyarosodtak.
Az 1800-as években német és magyar családok is érkeztek a faluba.
Szőke a 20. század elején Baranya vármegye Pécsi járásához tartozott.

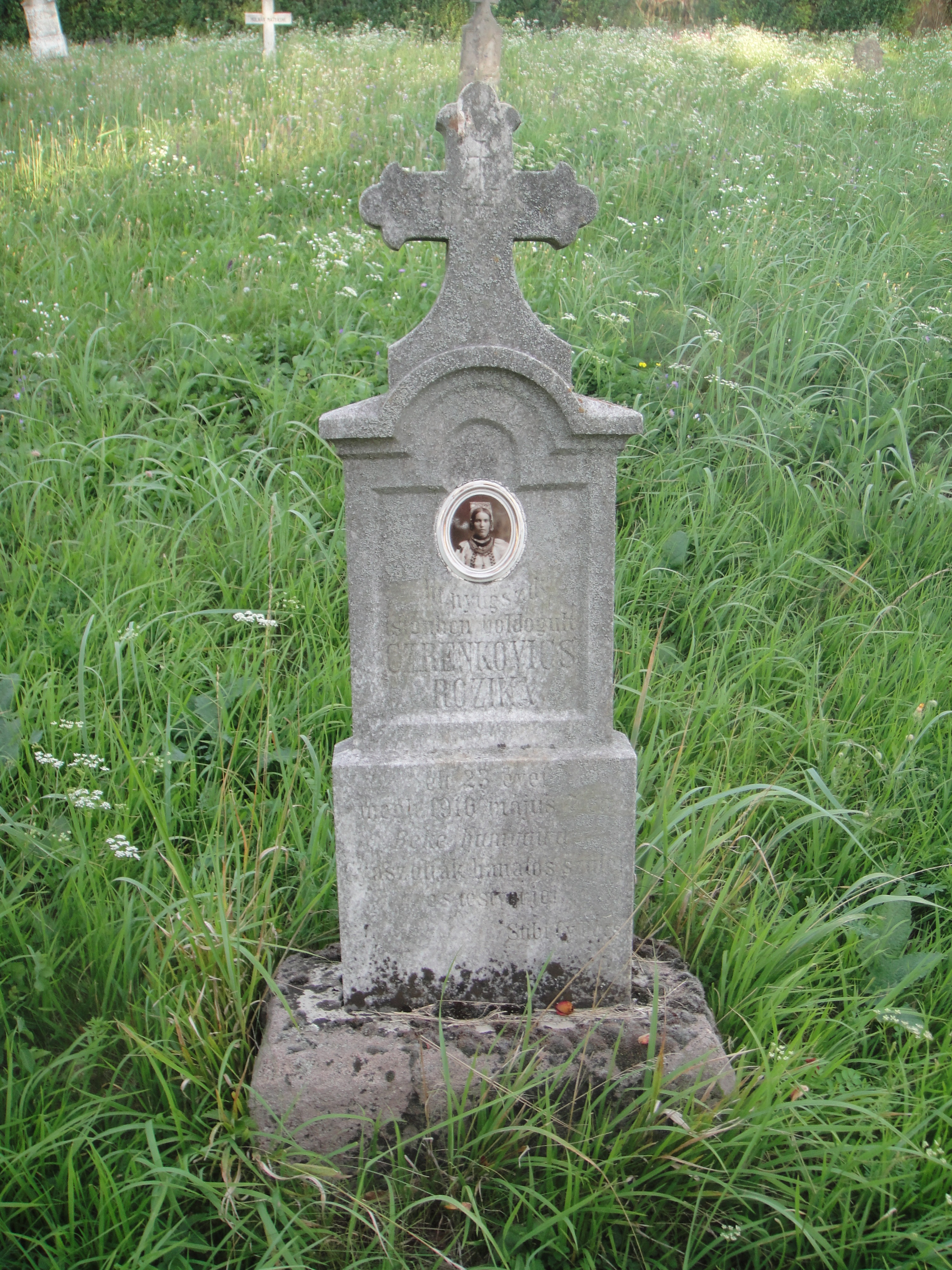
baranyai bosnyák sír

Az 1910-es népszámláláskor 387 lakosa volt, melyből 283 magyar, 7 német, 97 horvát volt. Ebből 375 volt római katolikus, 10 református.
A 2001-es népszámláláskor 160 lakos élt a településen.
2017 decemberi statisztika szerint a munkanélküliek aránya 25,81% volt.

## Közélete

### Polgármesterei
- 1990–1994: Lehőcz János (független)[5]
- 1994–1998: Lehőcz János (független)[6]
- 1998–2002: Szentmiklósi Attila (független)[7]
- 2002–2006: Szentmiklósi Attila Gyula (független)[8]
- 2006–2010: Szentmiklósi Attila Gyula (független)[9]
- 2010–2014: Szentmiklósi Attila Gyula (független)[10]
- 2014–2019: Szentmiklósi Attila Gyula (független)[11]
- 2019–2024: Szentmiklósi Attila Gyula (független)[12]
- 2024– : Maráczi Tamás (független)[1]

## Népesség
A település népességének változása:
| Lakosok száma | 137  | 130  | 128  | 122  | 125  | 125  | 121  | 126  | 130  |
|               | 2013 | 2014 | 2015 | 2018 | 2019 | 2021 | 2022 | 2023 | 2024 |

A 2011-es népszámlálás során a lakosok 16,8%-a magyarnak, 2,1% cigánynak, 0,7% horvátnak, 0,7% németnek mondta magát (83,2% nem nyilatkozott; a kettős identitások miatt a végösszeg nagyobb lehet 100%-nál). A vallási megoszlás a következő volt: római katolikus 10,5%, izraelita 0,7%, felekezeten kívüli 2,8% (85,3% nem nyilatkozott).
2022-ben a lakosság 95%-a vallotta magát magyarnak, 28,9% cigánynak, 0,8% németnek, 0,8% románnak, 2,5% egyéb, nem hazai nemzetiségűnek (5% nem nyilatkozott; a kettős identitások miatt a végösszeg nagyobb lehet 100%-nál). Vallásuk szerint 31,4% volt római katolikus, 0,8% református, 0,8% ortodox, 6,6% egyéb keresztény, 17,4% felekezeten kívüli (43% nem válaszolt).

## Nevezetességei
- Népi lakóház

## Önkormányzat címe
- 7801 Szőke, Fő utca 7.